# Grace Banu
Grace Banu es una activista transgénero, y en cuanto al sistema tradicional de castas de la India, es un Dalit, o sea un paria, un intocable.

## Primeros años
Banu nació como niño, aunque desde temprana edad, con claridad se sentía como mujer, y ello le ocasionó variados e innumerables inconvenientes. Cuando en el año 2008 reveló a su familia que era una mujer transgénero, fue rechazado abiertamente por ellos. En consecuencia, momentáneamente se vio obligado a suspender sus estudios, y comenzó a acercarse y a apoyarse en la comunidad transgénero, pudiendo así finalmente completar su diploma con la ayuda financiera de otras personas transgénero.
Estudiante de Ingeniería Eléctrica y Electrónica (EEE), Grace Banu fue la primera persona transgénero en ser admitida en una facultad de ingeniería en el estado de Tamil Nadu, en India. Y a partir del año 2014, también comenzó a estudiar en el Sri Krishna College of Engineering & Technology, en Coimbatore, capital del distrito del mismo nombre, también en el estado federal de Tamil Nadu.
Banu nació y creció en el distrito de Thoothukudi, en Tamil Nadu, India. Pero siendo un Dalit, pronto debió aprender al concurrir a la escuela primaria, que no se le permitía asistir en el horario usual de 9.30 a. m. a 4 p. m..
A pesar de las dificultades financieras y la discriminación de sus profesores y de sus compañeros de clase, Banu pudo realizar estudios para diplomarse en Ingeniería informática.
Y Grace Banu fue la primera persona transgénero admitida en una facultad de ingeniería en el estado de Tamil Nadu.
Banu luchó para poder financiar sus estudios y así continuar su formación en la universidad, aunque casi no disponía de fuentes de ingresos que pudiera dedicar a ese destino, y además, porque no estaba recibiendo ningún apoyo de su familia en ese momento. Pero respondiendo a un llamado de ayuda, un empresario local lanzó una campaña en línea, recaudando fondos para que Grace Banu pudiera continuar estudiando.

## Experiencia profesional y laboral
Después de completar su diploma universitario con honores (95%), Banu fue seleccionada para trabajar en una empresa de software, cuando se destacó en una entrevista en el campus. Y mientras trabajaba como programadora en esta empresa, por algún tiempo soportó con dificultad la discriminación de la que era objeto.
Y se involucró en la Right to Information Act (RTI) del año 2005, con el único fin de averiguar si se aceptaban estudiantes transgénero en la Universidad Anna (universidad técnica ubicada en el estado Tamil Nadu, en India). Pero al descubrir que no aceptaban, se opuso a sus reglas de todos modos, y ante tanta insistencia, finalmente se la admitió en una universidad afiliada privada, 'Sri Krishna College of Engineering & Technology'.